# Cocculus
Cocculus és un gènere de plantes que adopten la forma d'arbusts o lianes. Són plantes natives de les regions temperades o tropicals d'Amèrica del Nord, Àsia i Àfrica. L'espècie que es fa servir en farmacologia, Anamirta cocculus, hi està relacionada. A Espanya, totes les espècies de Cocculus figuren en la llista de plantes de venda regulada.

## Algunes espècies
- Cocculus carolinus (L.) DC. (Estats Units)
- Cocculus diversifolius DC. – (Texas, Arizona i nord de Mèxic)
- Cocculus hirsutus (L.) Diels
- Cocculus laurifolius DC. –
- Cocculus orbiculatus (L.) DC. –
- Cocculus sarmentosus (Lour.) Diels (Taiwan)[2][3][4]

### Anteriorment ubicades al gènereCocculus
- Jateorhiza palmata (Lam.) Miers (com C. palmatus (Lam.) DC.)
- Pericampylus glaucus (Lam.) Merr. (com C. incanus Colebr.)
- Sinomenium acutum (Thunb.) Rehder & E.H.Wilson (com C. diversifolius Miq.)
- Tinospora cordifolia (Willd.) Hook.f. & Thomson (com C. cordifolius (Willd.) DC.)[3]